# Інтеграл Якобі

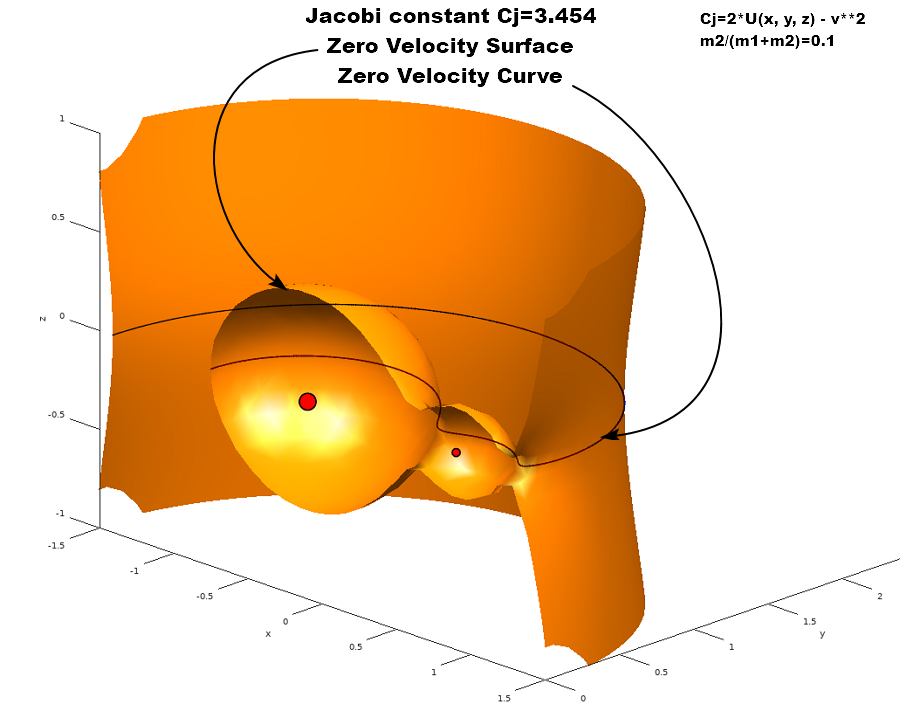
Стала Якобі, нульова швидкість поверхні і кривої

У небесній механіці інтеграл Якобі (також відомий як стала Якобі) є єдиною відомою величиною, що зберігається для обмеженої кругової задачі трьох тіл. На відміну від задачі двох тіл де енергія та імпульс кожного тіла системи, що входить до її складу, не зберігаються окремо; така задача не має загального аналітичного рішення. Оскільки гравітаційна сила є однаковою, повна енергія (гамільтоніан), лінійний момент та кутовий момент ізольованої системи трьох тіл зберігаються.
Він був названий на честь німецького математика Карла Густава Якоба Якобі.

## Визначення

### Синодична система

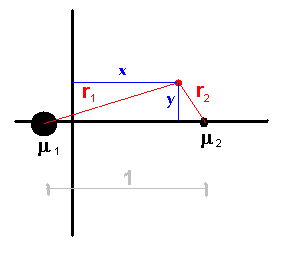
Ко-ротаційна система

Однією з релевантних систем координат, що використовується, є так звана синодична або обертова система координат. Вона розташована в барицентрі, з лінією, що поєднує дві маси μ1, μ2 , які обрані як вісь х, а одиниця довжини рівна їх відстані. Оскільки система обертається одночасно з двома масами, вони залишаються нерухомими та розташовані на (−μ2,0) і (+μ1,0).
У системі координат (x, y) стала Якобі виражається наступним чином:
{\displaystyle C_{J}=n^{2}\left(x^{2}+y^{2}\right)+2\left({\frac {\mu _{1}}{r_{1}}}+{\frac {\mu _{2}}{r_{2}}}\right)-\left({\dot {x}}^{2}+{\dot {y}}^{2}+{\dot {z}}^{2}\right)}
де:
- n =2π/T середній рух (орбітальний період T)
- μ1 = Gm1, μ2 = Gm2, для двох мас m1, m2 та гравітаційної сталої G
- r1, r2— відстані пробної частинки від двох мас

Зауважте, що інтеграл Якобі дорівнює подвоєній сумарній енергії на одиницю маси в обертовій системі відліку: перший член стосується відцентрової потенціальної енергії, другий гравітаційного потенціалу, а третій є кінетичною енергією. У цій системі відліку сили, які діють на частинку, є двома гравітаційними силами тяжіння: відцентровою силою та силою Коріоліса. Усі вони є консервативними, тому енергія, виміряна в цій системі відліку (і, отже, інтеграл Якобі) буде константою руху. Пряме обчислювальне підтвердження наведено нижче.

### Сидерична система

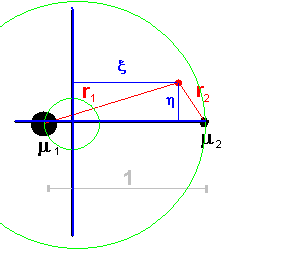
Інерційна система.

В інерціальній сидеричній системі координат (ξ, η, ζ), маси обертаються навколо барицентру. Стала Якобі виражається як:
{\displaystyle C_{J}=2\left({\frac {\mu _{1}}{r_{1}}}+{\frac {\mu _{2}}{r_{2}}}\right)+2n\left(\xi {\dot {\eta }}-\eta {\dot {\xi }}\right)-\left({\dot {\xi }}^{2}+{\dot {\eta }}^{2}+{\dot {\zeta }}^{2}\right).}

## Доведення
У системі ко-ротації, прискорення можна виразити як похідні однієї скалярної функції:
{\displaystyle U(x,y,z)={\frac {n^{2}}{2}}\left(x^{2}+y^{2}\right)+{\frac {\mu _{1}}{r_{1}}}+{\frac {\mu _{2}}{r_{2}}}}

Використовуючи Лагранжеве представлення рівнянь руху:

| {\displaystyle {\ddot {x}}-2n{\dot {y}}={\frac {\delta U}{\delta x}}} | \| \| \| \| \| \| \| \| | (1) |
|                                                                       |                         |     |
|                                                                       |                         |     |

| {\displaystyle {\ddot {y}}+2n{\dot {x}}={\frac {\delta U}{\delta y}}} | \| \| \| \| \| \| \| \| | (2) |
|                                                                       |                         |     |
|                                                                       |                         |     |

| {\displaystyle {\ddot {z}}={\frac {\delta U}{\delta z}}} | \| \| \| \| \| \| \| \| | (3) |
|                                                          |                         |     |
|                                                          |                         |     |
Множимо рівн. (1), (2) і (3) на ẋ, ẏ і ż відповідно та додавання всіх трьох розв'язків:
{\displaystyle {\dot {x}}{\ddot {x}}+{\dot {y}}{\ddot {y}}+{\dot {z}}{\ddot {z}}={\frac {\delta U}{\delta x}}{\dot {x}}+{\frac {\delta U}{\delta y}}{\dot {y}}+{\frac {\delta U}{\delta z}}{\dot {z}}={\frac {dU}{dt}}}
Інтегрування отриманих розв'язків:
{\displaystyle {\dot {x}}^{2}+{\dot {y}}^{2}+{\dot {z}}^{2}=2U-C_{J}}
де CJ— стала інтегрування.
Ліва частина ─ квадрат швидкості v пробної частинки в ко-ротаційній системі.